# 7064 Монтеск'є
7064 Монтеск'є (7064 Montesquieu) — астероїд головного поясу, відкритий 26 липня 1992 року.
Тіссеранів параметр щодо Юпітера — 3,193.